# Szamo
Szamo fejedelem (? – 658) egy feltehetőleg a mai Franciaország területén született frank kereskedő, más kutatások szerint a Szamos vidékéről származó avar kereskedő[forrás?] volt. Először fogta össze a szláv törzseket, és alakított kezdetleges államot Szamo Fejedelemsége néven 623-ban. A fejedelemség központja valószínűleg a mai Morvaországban, Alsó-Ausztriában és Délnyugat-Szlovákiában volt. A pontos kiterjedése azonban vitatott.
(623 – 658), amely az első szláv államkezdemény lett, amelyet azonban leginkább csak törzsszövetségként érdemes elgondolni. Az egyedüli kortársi forrás működéséről a Fredegar-krónika.

## A Fredegár-krónika beszámolója
Egy Samo nevű frank férfiú sok kereskedőt hozott magával, és elindult, hogy a szlávokkal kereskedjék. A szlávok már lázadozni kezdtek az avarok, és uralkodójuk, a kagán ellen. Amikor a szlávok haddal támadtak az avarokra, Samo velük vonult a seregben. S itt olyan nagy képességekről tett tanúbizonyságot, hogy az csodálatot keltett, és végtelen sok avart öltek meg a szlávok kardjai. A szlávok, felismerve Samo hasznosságát, királlyá választották, és ő boldogan uralkodott 35 évig. Uralkodása alatt a szlávok sokat harcoltak az avarok ellen. Megfontoltságának és tehetségének köszönhetően mindig győztek. Samónak a szlávok törzséből tizenkét felesége volt, akikkel huszonkét fiút, és tizenöt leányt nemzett

## Történeti források a fejedelemség elhelyezkedéséről
A birodalmat említő egyetlen korabeli forrás a már említett Fredegar-krónika. 
Szamo birodalmáról más korabeli forrás nem szól, azonban később említést találunk a 9. századi Gesta Dagoberti I. regnis Francorum,, valamint az ezt forrásul használó, Salzburgból 871 körülről származó Conversio Bagoariorum et Carantanorumban (A bajorok és karantánok megtérítése). Ez utóbbi szerint Szamo egy karintiai kereskedő volt. A Conversio Bagoariorum et Carantanorum egyértelmű utalást tesz arra, hogy hol volt Szamo "fejedelemsége". E szerint 
Most a karantánokról kell összefoglalóan beszámolni. A dicsőséges frank király, Dagobert idejében élt egy Samo nevű szláv a karantánok között, és a nép fejedelme volt. Ő Dagobert király odaérkező kereskedőit megölette, és a királyi pénzt elraboltatta.81 Amikor ezt Dagobert király megtudta, elküldte seregét, és megbosszultatta azon kárt, amelyet Samo okozott neki.
A salzburgi püspökség alapítására 35-40 évvel Szamo halála után került sor, de mivel a salzburgi szék 748-784 közt már missziókat is küldött Karintiába, olyan emberektől hallhattak Szamóról, akiknek apjuk, nagyapjuk Szamo fejedelemségében élt. A salzburgi érseki kancelláriában készült Conversio szerzője tehát hiteles karintiai hagyományra és az érsekség saját ismereteire támaszkodhatott.
További - bár közvetett - útmutatást ad a fejedelemség fekvésére Baudemundus műve, a "...Szent Amandus maastrichti püspök élete" című írás. Az életrajz írója Szent Amandus Baudemundus nevű tanítványa volt, aki a legendás életrajzot 680 táján írta meg. Baudemundus a következőket írja a szlávokat térítő püspökről:
... meghallotta, hogy a szlávok rettentő tévhittel becsapva az ördög hálójában vergődnek, annak reményében, hogy a vértanúság pálmáját megszerezheti, átkelt a Dunán, körbejárta ama vidéket, szabadon hirdetve a pogányoknak Krisztus evangéliumát.
Mivel a mai Belgium területéről származó Szent Amandusnak "át kellett kelni" a Dunán, hogy "körbejárhassa ama vidéket", Szamo szlávjait szükségszerűen a Dunától délre eső területen kell keresnünk. A vendvidéket a fennhatósága alattinak tartják, így a Duna felsőbb szakaszairól, a Győrtől felfelé eső részről lehet szó.

## A történészi kutatások jelenlegi állása
Az Avar Kaganátus 560 körüli megalakulása után a Duna vonalától északra élő szláv népek veszélybe kerültek. Szamo egy volt azon kereskedők közül, akik ellátták a szláv törzseket fegyverrel az avarok elleni harcban. A szlávok 623-as dévényi (szlovákul Devín, Pozsony egyik nyugati külvárosa) felkelés alkalmával tették meg vezetőjüknek, így létrehozva a Szamo Fejedelemséget.
Régészeti kutatások alapján a fejedelemség a mai Morvaország, Északnyugat-Szlovákia, Alsó-Ausztria területén helyezkedhetett el, de később terjeszkedett az Elba felé, és talán Csehországon át egészen a szorb vidékekig kiterjedt. A fennhatóság része volt egy ideig Karintia is. Szamo állama elég erős volt az avar támadások visszaverésére, de frank kereskedők kifosztása és megölése miatt hamar ellentétbe került a Frank Birodalommal is. Ezért 631-ben Meroving I. Dagobert hadjáratot folytatott ellenük, ám kísérlete eredménytelen volt és Wogastisburgnál (mai helye nem tisztázott) a szlávok győzelmet arattak felettük. Ezt követően a szorb Dervan csatlakozott a birodalomhoz, majd Szamo többször vezetett fosztogató hadjáratot a frank Türingiába.
Szamo 658-as halálával az általa korábban ellenőrzött térségben az avarok visszafoglalták korábban befolyásuk alatt tartott területeiket. Szamo pszeudoállama rövid fennállás után megszűnt, vagy nem is volt olyan jelentőségű, mint amilyennek az egyetlen létező (talán) egykorú forrás alapján ma – elsősorban a szláv történészek – tartják.

## További információ
- Szarka László: Szlovák történészek Nagymorávia kiterjedéséről. História, 1986.-01. Online: http://www.tankonyvtar.hu/en/tartalom/historia/86-01/ch09.html